# Tomás Luis de Victoria
Tomás Luis de Victoria, soms ook (in het Italiaans omgezet) aangeduid als Tommaso Luigi da Vittoria, (Sanchidrián (nabij Ávila), ca. 1548 – Madrid, 27 augustus 1611) was een Spaans componist. Victoria wordt beschouwd als een van de grootste Spaanse componisten van zijn tijd.
Op jonge leeftijd werd Victoria door Filips II van Spanje naar Rome gestuurd om daar te studeren. Hij werd priester en trad toe tot de congregatie van de Oratorianen. In 1586 keerde hij terug naar Spanje. Daar kwam hij in Madrid in dienst van Maria van Spanje.
Zijn muziek toont in haar polyfonie verwantschap met die van Giovanni Pierluigi da Palestrina, bij wie hij in Rome mogelijk gestudeerd heeft. Victoria leefde tijdens het hoogtepunt van de contrareformatie en de muziek die hij schreef bestond dan ook voornamelijk uit religieuze, vocale werken, zoals missen en motetten. Zijn bekende requiem, Officium Defunctorum 1605, wordt nog geregeld uitgevoerd.